# Enneapogon virens
Enneapogon virens là một loài thực vật có hoa trong họ Hòa thảo. Loài này được (Lindl.) Kakudidi mô tả khoa học đầu tiên năm 1989.